# Browar Huggerów
Browar Huggerów – browary, funkcjonujące od  II połowy XIX wieku do II wojny światowej, znajdujące się przy ul. Półwiejskiej 25 (obecnie nr 42) w Poznaniu.

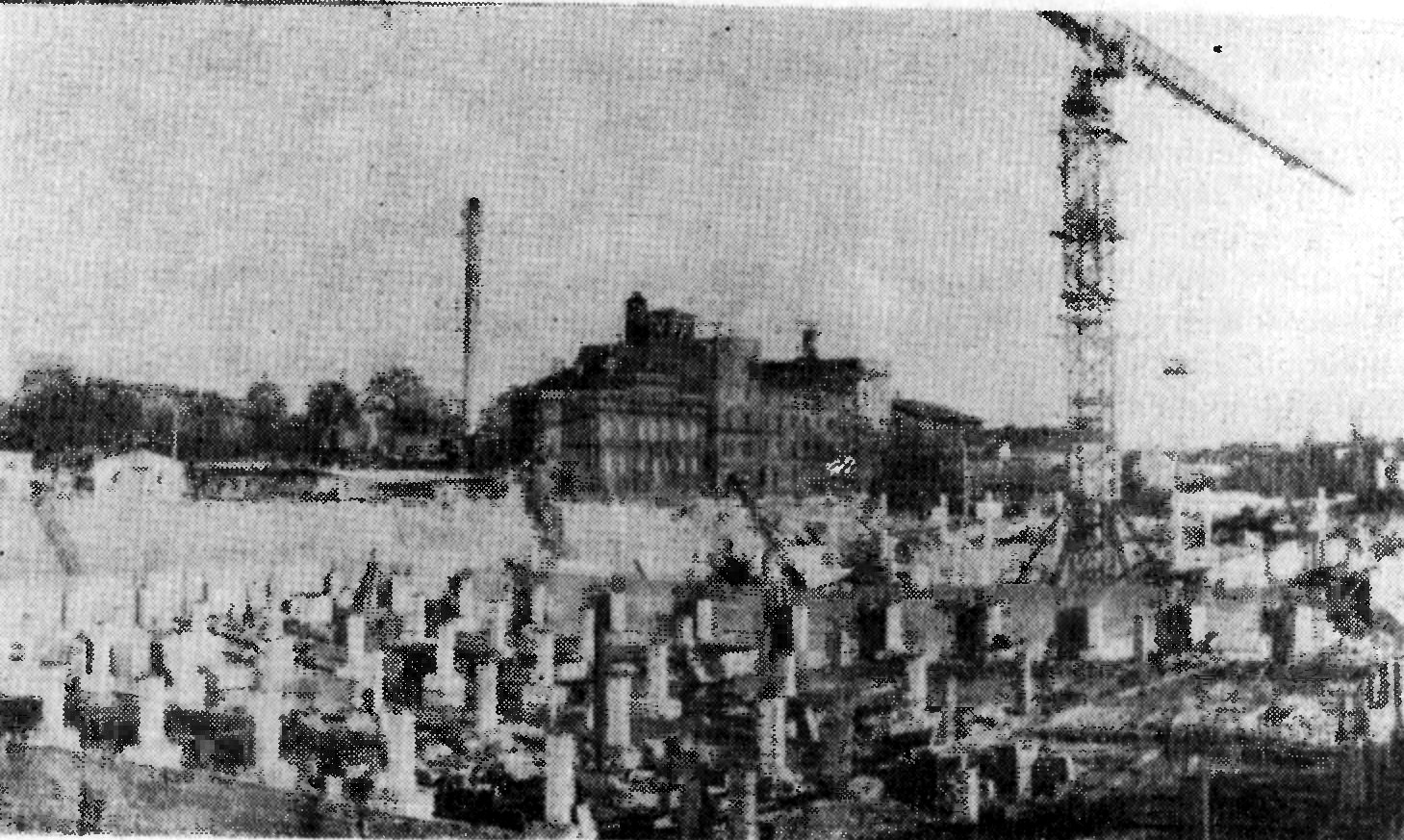
Budowa hotelu Orbis-Poznań (1975). W tle widoczny Browar Huggerów

## Historia
Założycielem browaru był Ambrosius Hugger (ur. 1804), przybyły do Poznania w 1844 piwowar z Wirtembergii. Miał dwóch synów, Juliusa (1838–przed 1900) i Alfonsa (ur. 1843), którzy przed 1876 zaczęli rozwój browaru Huggerów (wcześniej Huggerowie uruchomili w Poznaniu 2 browary).
Firma ta w roku 1895 stała się spółką akcyjną Bierbrauerei Aktien-Gesellschaft. Od 1926 akcje browaru zaczął wykupywać Roman May, właściciel m.in. Zakładów Chemicznych w Luboniu. W 1937 browar, będący w złej sytuacji finansowej, wzięła w sześcioletnią dzierżawę firma Browar Związkowy Związku Restauratorów, d. Hugger Sp. z o.o..
W czasie walk w 1945 budynki browaru mocno ucierpiały. Po wojnie działały tu Zakłady Piwowarskie w Poznaniu. W 2003 roku budynki zostały poddane rewitalizacji i częściowej przebudowie; w miejscu browaru powstało centrum handlowe Stary Browar.

## Architektura
Zabudowa jest przykładem architektury ceglanej, charakterystycznej dla ówczesnego budownictwa przemysłowego (niem. Rundbogenstil). Budynek główny składał się z części środkowej i dwóch wyższych, krótkich skrzydeł. Budynki obłożone były czerwoną cegłą licującą. Po 1945, podczas odbudowy, zmieniono detale budynku, kształt okien, a także zostały dobudowane przybudówki.